# Есебулатова
Есебулатова (каз. Есеболат) — село в Аксуском районе Жетысуской области Казахстана. Административный центр Есебулатовского сельского округа. Код КАТО — 193239100.

## Население
В 1999 году население села составляло 1437 человек (748 мужчин и 689 женщин). По данным переписи 2009 года, в селе проживало 1329 человек (668 мужчин и 661 женщина).